# Маккензи, Колин
Ко́лин Макке́нзи (1754—1821) — полковник, начальник департамента исследования Индии, коллекционер искусства и ориенталист. Был составителем ряда карт Индии, его исследования и коллекция стали важной базой для дальнейшего изучения Азии.
Маккензи родился в 1754 году в Сторновее, Внешние Гебриды, Шотландия. Начал свою трудовую карьеру в должности таможенного служащего в Сторноуэйе, но в возрасте 28 лет утроился на службу в Британскую Ост-Индскую компанию в должности инженера. В 1799 году служил в британской армии во время битвы в Серингапатаме, когда махараджа Королевства Майсур Типу Султан потерпел поражение от британцев. В 1800-1810 годах руководил группой исследования Майсура, которая состояла из группы чертёжников и иллюстраторов, которые собирали материал по естественной истории, географии, архитектуре, фольклоре региона.
После этого он провёл два года на Яве во время периода его британской оккупации во время Наполеоновских войн.
Своё положение на воинской службе и часть заработанных денег Колин Маккензи использовал для исследования истории, религии, философии, этнологии, фольклора, искусства и математических наук Индии и Явы. Для помощи в исследовании и переводах манускриптов он нанял брахмана, также он исследовал индийскую математику и индийскую систему логарифмов.
Скончался в 1821 году в Калькутте, где и был похоронен. В Британском музее в отделе Востока и Индии содержится коллекция документов, манускриптов, артефактов и художественных работ, связанных с Маккензи, часть артефактов и документов содержится в Правительственной библиотеке восточных манускриптов в Мадрасе.